# Núria de Gispert
Núria de Gispert i Català (Barcelona, 6 de abril de 1949) é uma advogada e política espanhola. Foi presidenta do Parlamento da Catalunha entre 2010 e 2015.

## Biografia
Casada e com quatro filhos, Núria de Gispert é também filha do político e advogado Ignasi de Gispert, e descendente de Dorotea de Chopitea, protetora e benfeitora de várias ordens católicas. De Gispert é formada em Direito pela Universidade de Barcelona, e possui título de tradução juramentada pelo Ministério dos Negócios Estrangeiros da Espanha. Exerceu a advocacia entre 1971 e 1973, até entrar para o corpo de funcionários da Diputação de Barcelona, em 1974, e logo após da Generalitat, em 1980.
Integra, embora não pratique, a Ordem dos Advogados de Barcelona e, por seu trabalho como advogada, recebeu a Cruz de Honra de Sant Ramon de Penyafort (1998), a Cruz ao Mérito ao serviço de Advocacia espanhola (2002) e a Medalha da Ordem dos Advogados de Barcelona (2004). Ela também é membro da Acadêmia de Jurisprudência da Legislação da Catalunha, desde 2006 e foi defensora da mutualidade na Mutua dos Advogados, desde 2005.

### Trajetória política
Foi membro da União Democrática da Catalunha (UDC) desde 1986 e membro da Federação da Convergência e União. Na sua formação política, foi presidente do executivo da cidade de Barcelona, secretário geral da UDC, presidente da Mesa de Administração do Conselho Nacional e membro permanente do Conselho de Governo. Ela também foi vice-presidente de Relações Institucionais do Comitê Governante da UDC e membro do Conselho Nacional.
Seu primeiro envolvimento com a administração catalã foi como secretária-geral da Justiça e do Interior (1984-1993) e como vice-presidente do Comitê Diretor da Organização da Administração da Generalitat da Catalunha (1993-1994).
O então Presidente da Generalitat, Jordi Pujol, a incluiu no Governo da Catalunha como Conselheira da Justiça substituindo Antoni Isac em uma remodelação do Governo, tomada a cabo em 1 de janeiro de 1995. Vai exercer essa função até 5 de fevereiro de 2001, quando substituiu Josep Antoni Duran i Lleida como Conselheira do Interior. Um ano depois, uma nova remodelação do governo a trouxe de volta à Justiça, desta vez à frente do Departamento de Justiça e Interior, quando as duas pastas foram unidas. Durante sua participação no Governo, presidiu a parte catalã da Comissão Conjunta de Transferências Estado-Generalitat.
Em 2003, deixa de ser um conselheira da Generalitat, mas sua atividade política continua, como membro do Parlamento da Catalunha, onde presidiu a Comissão de Justiça e foi relatora da redação do Estatuto de Autonomia da Catalunha de 2006.
Nas eleições para o Parlamento da Catalunha em 2006, ela foi novamente eleita deputado pelo partido Convergência e União, e foi proposta como candidata a presidir a câmara, mas Ernest Benach obteve voto da maioria dos deputados para ser reeleito. Nas eleições de 2010, voltou a ser candidata da CiU por Barcelona, e foi novamente eleita como parlamentar. Na sessão constitutiva do Parlamento naquela legislatura, em 16 de dezembro de 2010, foi eleita presidenta da câmara, sendo a primeira mulher a ocupar esse posto.

### Presidência do Parlamento da Catalunha
Começou seu mandato como presidenta do Parlamento da Catalunha, propondo Artur Mas como o candidato a presidir a Generalitat. Na IX legislatura, a mais curta da história, promoveu junto à Mesa da Câmara a entrega de 6 milhões de euros ao Governo da Generalitat que a Câmara havia economizado, e a redução do orçamento do Parlamento de 12,34% ao ano, em 2011, em sintonia com a situação econômica negativa do país.
Protagonizou algumas anedotas que fizeram recair críticas por parte de algumas forças políticas ou setores, por exemplo, quando se fantasiou de fada para uma entrevista a um jornal, ou quando insinuou que os salários dos deputados do Parlamento eram insuficientes.
Em 2012, o Parlamento foi dissolvido após o anúncio de eleições antecipadas, onde De Gispert foi eleita novamente como deputada na câmara, em uma candidatura da CiU. No início daquela legislatura, em 17 de dezembro de 2012, foi reeleita ao cargo de Presidenta.
Devido a não poder participar das eleições parlamentárias catalãs em 2015, ela não pode ser reeleita. No começo da nova legislatura, em outubro de 2015, Carme Forcadell, da coligação Juntos pelo Sim, foi eleita como nova presidenta do Parlamento da Catalunha.

### Participação no Democratas da Catalunha e atualidade
Atualmente, é uma das principais impulsoras do partido Democratas da Catalunha, que foi formalmente constituído em 7 de novembro de 2015, coincidindo com o aniversário de fundação da União Democrática da Catalunha, partido do qual os fundadores dos Democratas se consideram herdeiros.
Se posicionou, juntamente com o Democratas, a favor da futura Declaração de independência da Catalunha e da proclamação de uma República Catalã independente por parte do Parlamento da Catalunha, o que acabou por acontecer em 27 de Outubro de 2017 .